# ボボボーボ・ボーボボ (架空の人物)

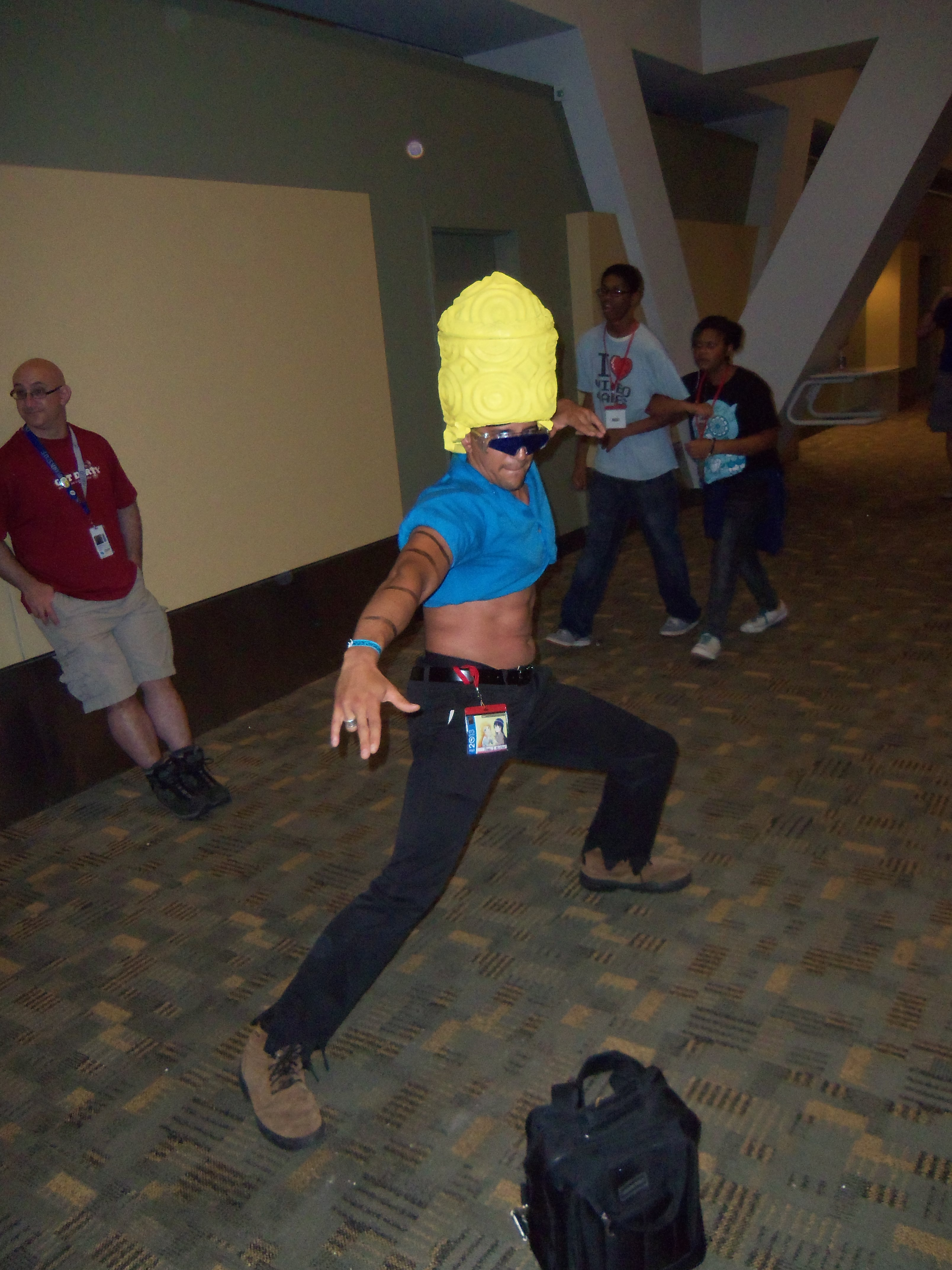
ボボボーボ・ボーボボのコスプレをする男性

ボボボーボ・ボーボボは、澤井啓夫の漫画『ボボボーボ・ボーボボ』および『真説ボボボーボ・ボーボボ』に主人公として登場するキャラクター。通称は「ボーボボ」。

## 人物
7代目鼻毛真拳伝承者。祖国である毛の王国を滅ぼした毛狩り隊に復讐するため、仲間とともに旅をしている。金髪のアフロヘアーにサングラスをかけている巨漢。チャームポイントは「全体」。後にライスから「キング・オブ・ハジケリスト」の称号も受け継ぐ。
名前を漢字で表記すると「母母母ー母・母ー母母」（7人の母）となる（なお、中国語公式表記では「波波波波・波波波」）。苗字は3番目の「ボ」で、「・」の部分はサングラスである。サングラスの名前は「コンマ」。また、本人は、「ボボボーボ」が苗字で「ボーボボ」が名前だという発言もしている（実際、周囲から「ボボボーボ」と呼ばれたことはない）。
いい加減な性格に見えるが、胸の内に秘めた正義感は熱い。しかし首領パッチや天の助といった仲間をいいように利用する所がたまにキズ（しかし首領パッチの事は相棒だと認めているようであり、天の助の事は本当に危うい時は助ける事もある）。だがビュティだけは何があっても必ず守る（愚弄する輩はぶっ飛ばす）と決めている。へっぽこ丸にも基本的に優しい。当然キャラの分類上はボケキャラだが、ツッコミに回る事もある。下ネタがあまり好きではないため、特にライス戦などの変態相手では顕著である。
洋食派で、好物はパン類（しかし、食パンちゃん戦など、対戦相手が洋食の時は和食派でパンは食べないと発言する）。嫌いな食べ物はピーマン（本人曰くしょっぱいらしい）。趣味はバトルとバカいじり。特技は鼻毛真拳とジェンガ。嫌いな物は冬場の静電気。最近嬉しかった事は宝くじを当てた事（末等の5円が1口）。最近腹が立った出来事は首領パッチが活躍した時。自分を有名人に例えるとISSA。宝物はパトカー（これでよく峠を攻めるらしい）。好きな言葉は「愛」。旅をしてみたい所は秋芳洞。
アフロからは様々なものが飛び出す。高橋和希の漫画『遊☆戯☆王』とのコラボレーションにより、同漫画の主人公・武藤遊戯が登場したこともある。兄であるビービビも同様の技を使える。
たまに性格が暴走してしまう事もあり、理性を吸い取られると、究極奥義アフロ黄金郷が発動し、理性が崩壊してる時、サングラスを逆さまにすると、ガネメが発動する。ウサギを見ると探検家になってアマゾンに金を探しに行く癖がある。また「首領パッチキーホルダー」によってボボボーボ・ボーボボWTマークIIセカンドにパワーアップでき、このときにしか使えない技もある。
主人公にもかかわらず人気投票の順位はかなり低く、登場人物が比較的限られた第一部一年目や第二部でも3位で、ひどい時には9極戦士（メインキャラクター9人）限定であったにもかかわらず6位になったことすらある（あるテレビ番組での小学生に聞いたアニメキャラランキングではボーボボキャラとしては1位だった事もあるので中学生以上からの人気はそれ未満である）。
扇風機にアーッてする大会第2位（準優勝）。

## プロフィール
- 年齢 - 27歳
- 身長 - 201cm（アフロ含む？）
- 体重 - 112kg
- 足のサイズ - 29cm
- 血液型 - A型
- 誕生日 - 4月1日（牡羊座）（アニメでは3月14日生まれの魚座）

## 来歴
毛の王国にて父・TUYOSIの子供である毛の5兄弟の末弟として生まれる。3歳時に巨大ロボット、5歳時に武士、7歳時には鼻毛真拳を伝承するため軍艦と特訓と、わけのわからない少年時代を過ごしていた。
7歳時のとある日、兄ベベベーベ・ベーベベ（当時8歳）が第二のガネメと化した首領パッチによってシャム猫に変えられるのを目撃するが、そのときこっそり首領パッチに10円を渡している（ベーベベはこの日を「ペルシャの日」と言っている）。また別の日、スノーボード大会で猫のベーベベ、幼なじみの破天荒（当時3歳）と3狩リアを組み、当時のDブロック隊長ユッキー村雨、副隊長サムガーリン、隊員（見習い）のところ天の助が組む3狩リアを破っている。またスノーボード大会と前後する頃に、7代目鼻毛真拳伝承者へ選ばれ、親友である軍艦とは袂を分かつ。
そして、毛の王国滅亡の際、最後まで残っていた4人の人間タイプ（バーババ、ブーブブ、ベーベベ、破天荒）を自ら作ったロケットに乗せてTUYOSIと共に脱出させ、自らもロケットで脱出（この際、ボーボボが語った回想では脱出したのは毛狩り隊員が演じるボーボボだが、実際にはちゃんと脱出したと思われる）。この時、兄ビビビービ・ビービビに襲われるも、TUYOSIの盟友である「おめんパチダッシュ530」（正体は首領パッチ）に助けられる。脱出時にはTUYOSIから毛王の証「毛ンペラー」を託されている。
このようにしてボーボボは20年前、7歳にして故郷を失い、家族・親友とも離ればなれになるが、田舎の鼻毛道場に通ったり、情報屋のオヤジと8歳の時に出会ったりなどして力を付ける。また、時期は不明だが友人の天二郎と「悪人になったら観覧車に貼り付けにする」と約束をする。
物語の開始時には毛狩り隊の3つのブロックを壊滅させており、Gブロックに乗り込む際にビュティと出会う。その後、首領パッチと再会したり、故郷を襲われたへっぽこ丸がついて来たり、敵であったところ天の助を10円で購入したりして仲間も増える。途中で田舎の鼻毛道場に立ち寄ってへっぽこ丸にも修行を付けたり、ソフトンによりバビロン界に送られて修行をし、毛狩り隊の主要ブロックやマルハーゲ四天王、サイバー都市を壊滅させる。
その後、聖地エターナルに赴き、「マグロの切り身」によって修行を付けられて「スーパージャンパー」を授かり、スーパーボーボボに変身できるようになった。そして、コールドスリープからよみがえったマルハーゲ帝国の3世世代を撃破。さらにはマルハーゲ帝国の新皇帝決定戦に侵入し、帝国を乗っ取った裏マルハーゲ帝国を壊滅させ、マルハーゲ帝国は滅んだ。それから、毛の王国に戻り、宿敵である兄ビービビとの最終決戦に赴く。ビービビ戦では一度死亡するも、ベーベベと破天荒の手によって復活。死後の世界である「ハジケリスト墓場」にて地雷ダンディら歴代のハジケリストの力を授かり、100%ボーボボに変身した。
ビービビとの戦いの終結後は、ゲーセン巡りへと旅立ったが、実際には魚雷ガールの元で1年間の特訓をしていた。
『真説』からは、服の色が青から赤に変わった（よく見ると長袖に替わっている）。また、ライスから貰ったキングオブハジケリストの証も無くなっている（ただし身に付けていなかっただけで、柊戦で証が現れた）。修行の成果か、スーパーボーボボに変身することはなくなった。
「ゲナハブレイク」と叫びながら自らの鼻毛を抜く事によって真説ボーボボに変身する。この力は1年間の魚雷ガールの特訓によって身に着けたもの。2度目のナメ郎戦で使用し、見事粉砕。但しその時点では10分間しかその力を使えなかった。魚雷ガールとの再度の修行の末に「真説ジャケット」を手に入れ（いつでもどこでも身に着けることができ、ボーボボはこれを着ることで修行後完成版真説ボーボボに変身できるようになった）、敵の本拠地東京マルハーゲ23区へ行く。
悪の根源であったツル・ツルリーナ3世を倒した後、首領パッチと共に毛狩り隊残党の討伐を行っていたところ、今度は「関東野菜連合」を裏切ったピーマンが築いた「大ピーマン帝国」を滅ぼすために、首領パッチや新たな同行者ユキ、関東野菜連合達と共に新たな旅に出て行った。

## 強化形態
ここでは、融合戦士以外のボーボボの強化形態を解説する。技の発動中に一時的に（あるいはギャグ的に）変身したものなどは省略する。
ボボボーボ・ボーボボWTマークIIセカンド（ボボボーボ・ボーボボダブルツインマークツーセカンド）
ショウ・メイ戦で登場。「首領パッチキーホルダー」によって変身。アフロは黒いモジャモジャになって角のようなものが生え、もみあげもトゲトゲになる。また、サングラスも丸形に変わる。忠のバトルアーマー「カオス・オブ・オデン」を身に纏うことができる。
スーパーボーボボ
聖地エターナルでの修行で変身できるようになった形態。全国のスーパーマーケットの力が込められた「スーパージャンパー」（黒地に「毛魂」などの文字が書かれている）を身に纏っている。他の形態と異なり一時的な変身ではなく、旧毛狩り隊戦以降は主にこの姿で戦っていたため、第1部作中後半の基本形態といえる。
ガネメ状態
ベーベベ戦で登場。完全に理性が破壊されたことで「ガネメシステム」が発動し、「ガネメ補完計画」を開始する。スーパーボーボボ状態の時に発動しており、サングラスが上下逆さまになり、「ボ」しか言えなくなる（が、実は普通にしゃべれる）。
100%ボーボボ（ひゃくパーセントボーボボ）
ビービビ戦で登場。一度死亡したボーボボが「ハジケリスト墓場」のハジケリストたちの力（その中でも地雷ダンディの力の源である「地雷玉」の力が強い）を得てパワーアップした形態。「スーパージャンパー」とは異なる上着に変わっている。毛の覇轜袈（ハジケ）「エクストラ・ダンディ」を呼び出すことができる。100%ハンバーグが好きな男でもある。
真説ボーボボ（しんせつボーボボ）
2度目のナメ郎戦で登場。第1部から第2部（『真説』）の間に魚雷ガールの元で1年間修行したことで得られた形態。「ゲナハブレイク」と叫びながら自らの鼻毛を抜く事によって変身できる。上着は「真説ジャケット」という革ジャケットに変わり、サングラスの上にバイザーを着用する。当初は10分しかこの形態に変身できなかった。
修行後完成版真説ボーボボ
真Eブロック戦後、魚雷ガールの元で再度修行することで得られた真説ボーボボの完成形態。いつでも「真説ジャケット」を取り出して変身することが出来る。

## 技
主に、鼻毛真拳を使用するが、その他にもワキ毛真拳やCDのケースをカパカパする真拳・CDのケースがカパカパしない真拳やティッシュ真拳などを会得している。何故ワキ毛真拳が使えるかは不明。
首領パッチ・ところ天の助・田楽マン・魚雷ガール等とそれぞれ融合合体する事で、ボボパッチ・ボボパッチの助・パッチボボ・パパパーパ・パーパパチ・田ボ・パッチボボ・天ボボ・金天ボ・魚雷ガーボ・横浜の順子（大人の女）・等といった最強の戦士に変身する事が可能である（最強の戦士の詳細については融合戦士の項を参照の事）。
『真説』からは鼻毛真拳が真説・鼻毛真拳へとパワーアップした。
また、かめはめ波や、マッスル・スパーク、地獄の断頭台、八卦六十四掌等、他作品のキャラの技も使うこともある上に、マッスル・ドッキングなど、ほかの漫画の技で勝負を決めてしまう時もある。（八卦六十四掌の時は、「岸本先生ごめんなさい!!」という吹き出しがあった）。
ひき逃げアタック
RX-1000と言うマシンに変身しひき逃げする技。序盤で多用。ゲームではダッシュする際に使われるほか『9極戦士ギャグ融合』では弱い敵なら一瞬で吹き飛ばす技となった。正式名称は「出動！アフロチームひき逃げアタック」。
ボーボボパンチ
ライス戦で使用したパンチ。
ボーボボチョップ
ライス戦で使用したチョップ。
ボーボボファイヤー
動けない状態で使用した技。『9極戦士ギャグ融合』でも通常技としても使用した。
にゃんこ空中3回転
ピン子フラッシュ
お花盛りタイフーン
ザウルスキック
恐竜の着ぐるみを着た状態でのドロップキック。
学校のカーテンガード
怒りの足長おじさんキック
怒りの警視庁ドロップ
漢拳4倍
ティーパック・アタック
爪（クロー）
目が点ポンチ
超うるおいお肌エルボー
ランバダ戦で使用した肘打ち。
めざせヤリ投げ世界新
つくねになった首領パッチを投げつけた技。
コンニャクガード
ボーボボがバカガードの代わりにコンニャクを使用した技。
ステキなマイホーム
ペットハウスでハンペンをおびき寄せた技。
武器乱舞
悲しみの掃除当番
掃除用具入れになる技。

## 戦績
融合戦士化無しの戦績は、しじみ兄弟の兄、キアゲハ、そしてカレンダー（6月7日）以外、基本的に全勝している（カレンダー（6月7日）戦は、勝っていたのにもかかわらずワープ中にボロボロになっていた）。
融合戦士での戦績は、融合戦士を参照。

## キャスト
声優
- 水木一郎（ゲーム『ハジけ祭』）
- 子安武人（テレビアニメ版）
- 木内レイコ（テレビアニメ・子供時代）
- リチャード・エプカー（テレビアニメ版・アメリカ吹き替え）
- モナ・マーシャル（テレビアニメ・アメリカ吹き替え・子供時代）

俳優
- 加藤将（舞台『超ハジケステージ☆ボボボーボ・ボーボボ』）